# 海葵一号
海葵一号，是中国建造的浮式海上石油平台，也是亚洲首艘圆筒型浮式生产储卸油装置。总重达3.7万吨，最大储油量达6万吨，每天能处理约5600吨原油，设计寿命30年。于2024年6月10日，在位于珠江口盆地中国首个深水油田“流花11-1油田”投入使用。